# ماير لافي
ماير لافي (بالإنجليزية: Meyer Levy)‏ هو سياسي أمريكي، ولد في 16 مايو 1887، وتوفي في 26 يناير 1967. حزبياً، نشط في الحزب الديمقراطي. وقد انتخب عضو جمعية ولاية نيويورك وانتخب عضو مجلس ولاية نيويورك.